# Hôtel Biron
L'Hôtel Biron, noto inizialmente come Hôtel Peyrenc-de-Moras e successivamente come Hôtel du Maine, è un hôtel particulier situato al 77 rue de Varenne, nel 7º arrondissement di Parigi, costruito dal 1727 al 1732 su progetto dell'architetto Jean Aubert. Dal 1919 ospita il Musée Rodin, dedicato all'opera di Auguste Rodin.

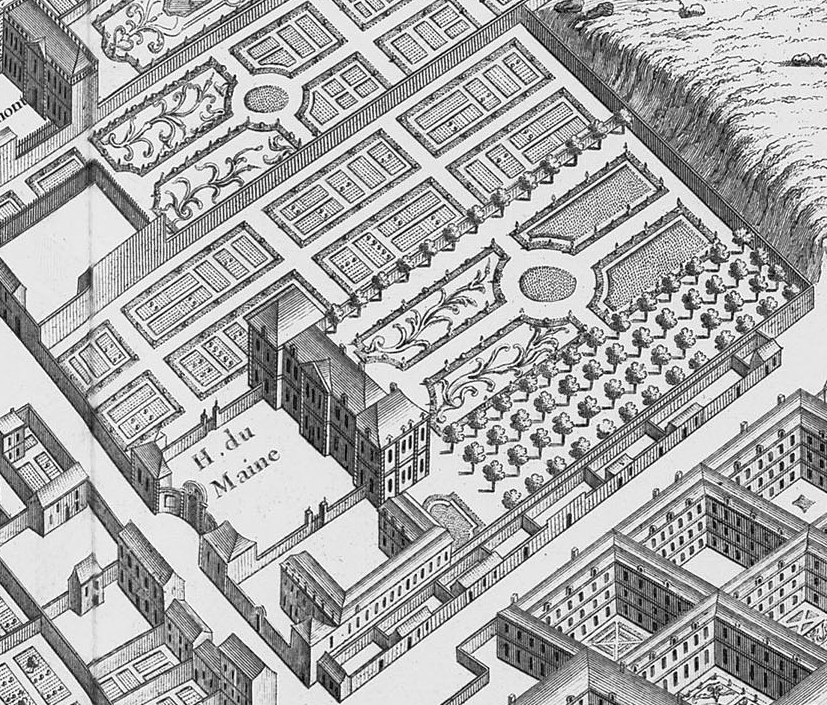
Pianta raffigurata sulla mappa di Parigi di Turgot del 1739

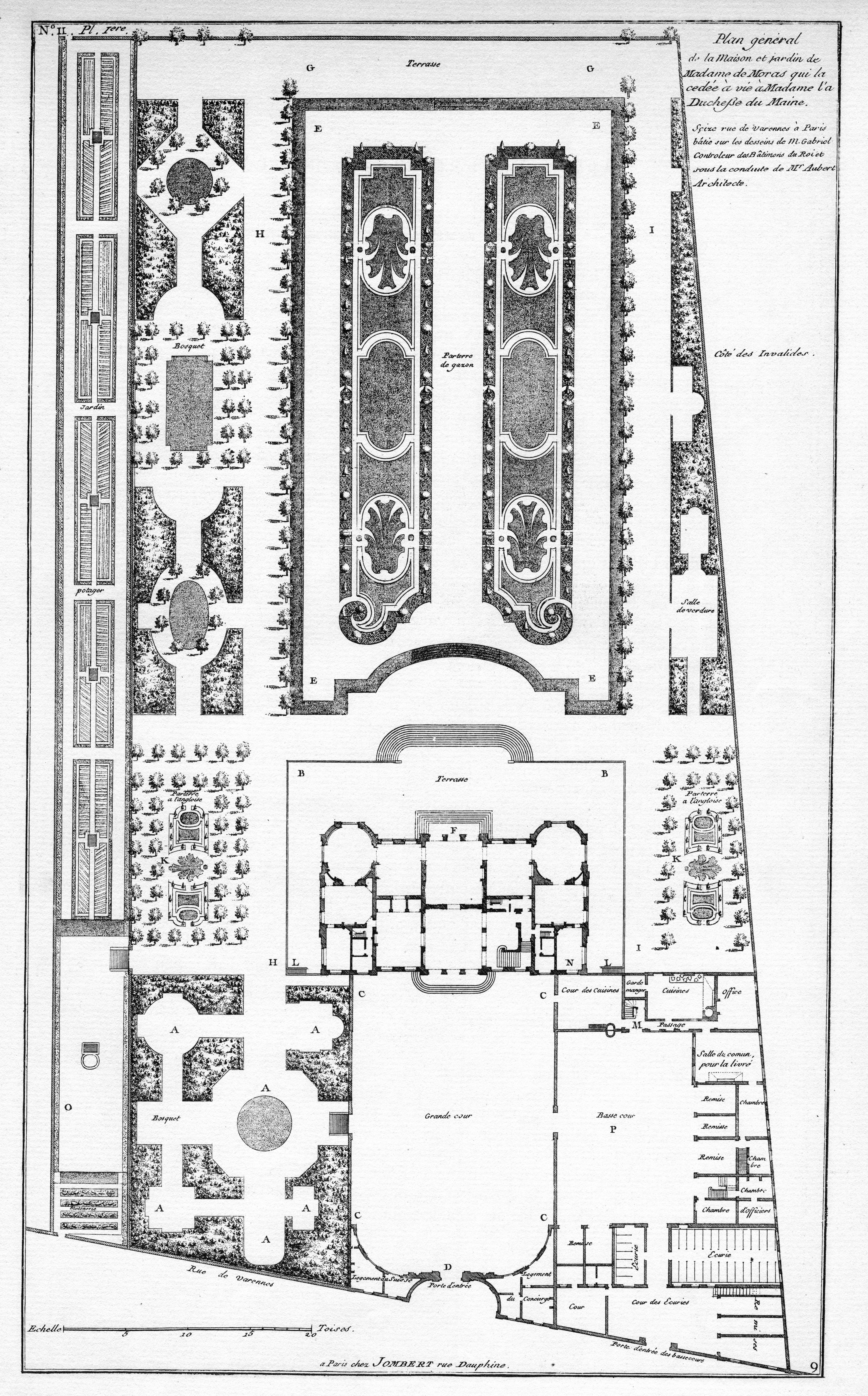
Planimetria dall'Architettura francese (1752) di Blondel

## Storia

### Costruzione e prime modifiche
L'hôtel fu costruito per il finanziere Abraham Peyrenc de Moras, che aveva speculato con successo negli sfortunati schemi di cartamoneta di John Law, che avevano rovinato molti, in un momento in cui il Faubourg Saint-Germain aveva ancora un carattere suburbano. La sua casa, la più bella del quartiere, fu costruita come una struttura indipendente, non entre cour et jardin (non "tra la corte d'ingresso e il giardino") con muri addossati ad altri edifici adiacenti, come erano gli hôtel nei quartieri più densamente costruiti di Parigi tradizionalmente realizzati dal XVII secolo. L'edificio è ancora circondato da tre ettari di terreno. La casa aveva boiserie scolpite in stile rococò e ha due saloni ellittici che formano padiglioni annessi agli angoli della facciata del giardino. Un tempo c'erano sedici medaglioni o dipinti sopraporta di François Lemoyne, premier peintre du roi, incorniciati nella boiserie.
L'Hotel Peyrenc-de-Moras, così com'era allora, fu completato nel 1732, appena un anno prima della morte di Peyrenc. La sua vedova affittò la casa alla duchesse du Maine, che aveva sposato un figlio naturale di Luigi XIV; ne prese possesso nel gennaio 1737 e vi apportò alcune piccole modifiche. Alla morte della duchessa, nel 1753, il palazzo divenne proprietà del maresciallo di Biron, eroe di Fontenoy, di cui porta il nome.
Una pianta della casa e dei giardini come erano nel 1752 mostra il profondo terrazzo sul retro con pochi larghi gradini ad arco che conducevano a parterre abbinati contenenti vani sagomati incastonati in ghiaia e circondati da arbusti strettamente tagliati a pigne che fiancheggiavano un'ampia passeggiata centrale sterrata. A sinistra della profonda cour d'honneur e dalla quale si accedeva ad essi, c'erano i cabinets de verdure ordinatamente ritagliati, piccole stanze all'aperto e nicchie dalle forme fantasiose, collegati da brevi gallerie tagliate in una fitta vegetazione. A destra della corte c'era un cortile sussidiario. Ben presto i giardini furono spazzati via dal duca de Biron, a favore di un parco in miniatura à l'Anglaise. Quando il "comte du Nord", il futuro Paolo I di Russia, e la sua contessa (che viaggiavano in incognito per diletto) visitarono Parigi, nel 1782, visitarono il giardino, "una delle meraviglie di Parigi, ammirando la bellezza del fiori e la varietà dei bordi. Camminarono tra le aiuole e gli arbusti, meravigliandosi dell'audacia e dell'eleganza dei tralicci che formavano portali, arcate, grotte, cupole, padiglioni cinesi..."

### Conversione a scuola
Alla fine del XVIII secolo, il faubourg stava diventando démodé, con lo sviluppo verso ovest dell'eleganteParigi sulla Rive droite. L'erede del duca di Biron, Armand Louis de Gontaut, duca di Lauzun, fu ghigliottinato nel 1793. Durante il regno di Napoleone, l'Hôtel de Biron fu sede del legato pontificio e poi dell'ambasciatore russo. Nel 1820 fu ceduto alla Société du Sacré-Coeur de Jésus, le cui Dames du Sacre-Coeur, dedite all'istruzione delle giovani donne, convertirono l'edificio in un collegio per ragazze di famiglie aristocratiche. Spogliarono la casa di tutti i lussi, specchi e boiserie e aggiunsero una cappella.

### Chiusura della scuola e riconversione in museo
Con la legge francese del 1905 sulla separazione tra Chiesa e Stato, la scuola fu costretta a chiudere. La casa venne suddivisa in alloggi e si stava pianificando di demolire completamente il palazzo e sostituirlo con un condominio. Auguste Rodin affittò diverse stanze al piano terra in cui riporre le sue sculture. Le stanze divennero il suo studio; lì lavorava e intratteneva gli amici tra i giardini incolti. Nel 1909, Rodin, all'apice della sua fama, iniziò ad agire affinché l'Hôtel Biron diventasse un museo della sua opera. Alcuni lavori di restauro furono eseguiti nel 1911-1912 dall'architetto Henri Eustache. Rodin propose di fare un lascito della sua proprietà, dei suoi archivi e del contenuto del suo studio al momento della sua morte, e il governo francese accettò nel 1916. Il museo venne aperto nel 1919.

## Storia recente
Dalla seconda guerra mondiale, il Musée Rodin è stato in grado di riacquistare boiserie e dipinti decorativi, precedentemente presenti nell'edificio, che erano stati spoliati dalle Dames du Sacre-Coeur e venduti. Negli anni 1980 il museo è stato in grado di acquistare due delle sopraporte di Lemoyne, Venere che mostra a Cupido l'ardore delle sue frecce (acquisita nel 1985) e Le fatiche di Penelope (acquisita nel 1989), e a rimetterle nelle loro posizioni originali. Nel 1993 l'architetto paesaggista Jacques Sgard ha ristrutturato e ripiantato i giardini per migliorare l'esposizione di alcune delle opere più grandi di Rodin.